# Julia Iruretagoiena
Julia Iruretagoiena Selles (Irún, 1886 - Ciudad de México, 3 de octubre de 1954) fue una activista española. Fue esposa y viuda de Tomás Meabe y se involucró en su militancia socialista, conociendo el exilio. 

## Biografía
Nacida en Irún, era hija del alcalde republicano, León Iruretaogiena Camino. Se casó con Tomás Meabe, escritor y fundador de las Juventudes Socialistas. Tras residir en Francia e Inglaterra y tener un hijo en 1912, León Meabe, volvieron a Irún. Después marcharon a Madrid. El 15 de noviembre de 1915, murió su esposo por tuberculosis. Al quedar viuda, Iruretagoiena empezó a trabajar en la Residencia de Señoritas. Allí, entre otras, conoció a María de Maeztu, Elena Soriano y Victoria Kent. Fue socia del Lyceum Club Femenino donde compartía mesa habitualmente en el salón de té con Victorina Durán, Matilde Calvo Rodero, Trudi Cra, esposa de Luis Araquistáin e Isabel Espada. Trabajó en la Delegación de la OIT durante la Guerra Civil. El 30 de septiembre de 1936, su hijo murió por la explosión del laboratorio de material de guerra donde trabajaba.
En julio de 1939, Iruretagoiena llegó a México en el Champlain. Colaboró en la ayuda de los exiliados, trabajando en el Comité Femenino de la Junta de Ayuda a los Republicanos Españoles (JARE) También se dedicó a la enseñanza de idiomas y trabajó en la editorial Espasa-Calpe. Su preocupación se centró en los niños llegados a Morelia. El 24 de octubre de 1941 fue destinada a la secretaría particular del presidente de la Delegación mexicana de la JARE. Nunca volvió a España. Murió en Ciudad de México el 3 de octubre de 1954.